# Institut européen de bio-informatique
Pour les articles homonymes, voir EBI.
L'Institut européen de bio-informatique (en anglais European Bioinformatics Institute, EBI) est une organisation à but non lucratif qui constitue une sous-division du Laboratoire européen de biologie moléculaire (European Molecular Biology Laboratory, EMBL). Il propose un certain nombre de bases de données d'acides nucléiques, de séquences protéiques et de structures macromoléculaires. Il est en quelque sorte le pendant européen du National Center for Biotechnology Information (NCBI) américain.